# Свети Николай (руска църква в София)
Вижте пояснителната страница за други значения на Руска църква.
„Свети Николай Чудотворец“ (на руски: Церковь святителя Николая Чудотворца), известна като Руската църква, е православна църква в българската столица София, посветена на свети Николай Чудотворец. Тя е сред емблематичните сгради на града.
Градежът ѝ започва в края на XIX век (точната дата не се знае, тъй като се редуват различни архитектурни проекти), и трае дълги години, като е осветена през 1914 година в навечерието на Първата световна война. Сградата е построена върху парцел на руското посолство по проект на Михаил Преображенски специално за нуждите на руските имигранти в столицата. Стенописите са дело на екип от художници, оглавяван от Василий Перминов (един от авторите на стенописите в катедралния храм „Св. Александър Невски“). Петте малки купола на църквата са позлатени. Централният купол е висок 19 m. Камбаните са дарение от руския цар Николай II.

## История
Първоначално замислен като параклис към посолството на Русия в България, храмът почти веднага губи тази своя роля след 1917 година. След Втората руска революция в него започват да служат свещеници и архиереи от т. нар. „Руска задгранична църква“, а обособеният вече храм става център на многобройната руска имиграция в България.
През 1936 година по настояване на съветските власти храмът е предаден на Българската православна църква, а руската енория начело с владика Серафим Соболев е изгонена оттам. Софийският митрополит Стефан премества руската община в малкия храм „Свети Николай“ на ул. „Цар Калоян“ срещу сградата на Софийската митрополия.
След 1947 година храмът е предаден на Московската патриаршия, която го управлява и до днес (смята се за подворие, или ставропигия на тази патриаршия).
В архитектурно отношение храмът е изграден в традициите на руската църковна архитектура от XIX век – при запазени древноруски елементи – т. нар. „луковици“ (кубета), при съчетание с традиционните староруски мозайки и дърворезби, той носи и белезите на по-модерната архитектура и живопис. Характерно за плана на храма е неосевото разположение на входа (респ. притвора) спрямо олтара. Т.е. входът е откъм южната страна, а олтарът, според старинната традиция, сочи на изток – двата елемента образуват прав ъгъл.
В криптата на храма е гробът на архиепископ Серафим Соболев (св. Серафим, архиепископ Богучарски, Софийски чудотворец). Хиляди вярващи и невярващи пристъпват към него с молба за чудодейна помощ преди изпити, важни решения в живота или във време на болест и нужда. Често те записват своите молитви на хартия и ги пускат в специална кутия до гроба му. Архиепископ Серафим е обявен за светец през 2016 г.

### Затваряне на църквата през 2023 г.
През септември 2023 г. храмът се оказва в епицентъра на шпионски скандал, след като трима от свещениците в него са изгонени от страната по обвинения, че са извършвали шпионска дейност в полза на Руската федерация. Изгонен е предстоятелят на Руската православна църква в София – архимандрит Вассиан, както и още двама граждани на Беларус, които са свещенослужители в храма. Това се случва седмица, след като властите в Северна Македония гонят Вассиан и трима руски дипломати от страната си заради данни, че са руски шпиони. След изгонването на Вассиан от България министър-председателят Николай Денков съобщава, че доклад на ДАНС е показал, че са извършвали неправомерни действия, които „не съответстват на техния статут в България“.
След решението на българските власти да обявят тримата свещеници за персона нон грата, говорителката на руското външно министерство Мария Захарова обявява, че храмът ще бъде затворен. Решението е еднолично взето от Руската православна църква, без да е съгласувано с Българската православна църква, макар на сайта на храма изрично да е записано, че негови предстоятели са съвместно българският патриарх Неофит и руският патриарх Кирил.
Случилото се има широк обществен отзвук в България, като всекидневно миряни се събират на протест пред храма, за да искат той да бъде отворен. След сигнал от български депутати, с казуса за собствеността и юрисдикцията на църквата се заема българската прокуратура. Причината са разкрития, че през 1997 г. тя е вписана от нотариус като собственост на Русия с констативен акт, в който като доказателство е приложен само крепостен акт от 1898 г. В края на септември прокуратурата стартира предварителна проверка, чиято цел е да установи дали няма извършени закононарушения при издаването на нотариалния акт. В същото време русенският митрополит Наум отправя апел храмът да бъде отключен с мотива, че не е руска собственост. По думите му е недопустимо странични лица да се разпореждат със собственост на Българската православна църква. „Храмът е построен с благословението на Св. Синод на Българската православна църква като легационна църква (1914 г.), намирала се в общия двор на тогавашната Руска легация. И съответно, неговата материална собственост не може да бъде считана за руска“, казва митрополитът. На 25 септември 2023 г. българският патриарх Неофит назначава български свещеници, които да отслужват литургии в храма. Той съобщава за назначението им на руския патриарх Кирил и призовава руското посолство да отвори църквата.